# Telson

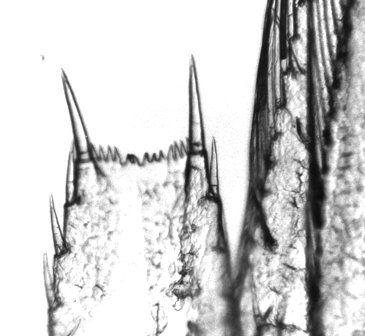
Telson (Detail) der Garnele Hemimysis anomala. Rechts: Uropod

Das Telson (von altgriechisch τέλσον telson, deutsch ‚Grenze‘, in älterer Literatur häufig auch als Pygidium bezeichnet) ist der letzte, den After tragende Körperabschnitt der Gliederfüßer (Arthropoden). Es ist wie das Acron (der erste Körperabschnitt) kein eigentliches Segment, da ihm der sich wiederholende innere Aufbau dieser Strukturen fehlt, und entspricht somit dem Pygidium der Ringelwürmer (Anneliden). Das Telson kann wie beim Pleotelson der Asseln (Isopoda) oder dem Pygidium der Trilobiten mit den davor liegenden Segmenten verschmelzen.